# Welsumer

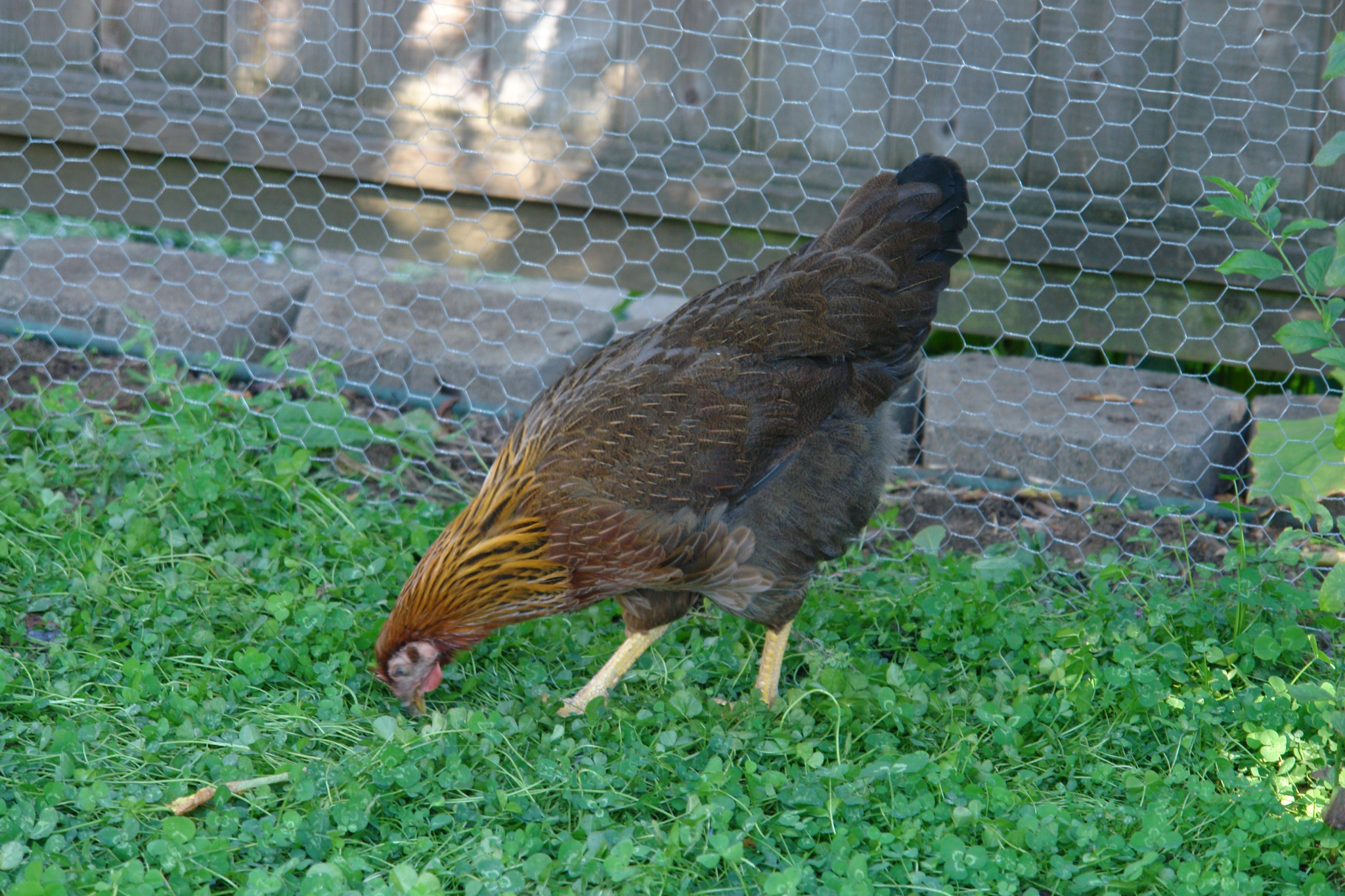

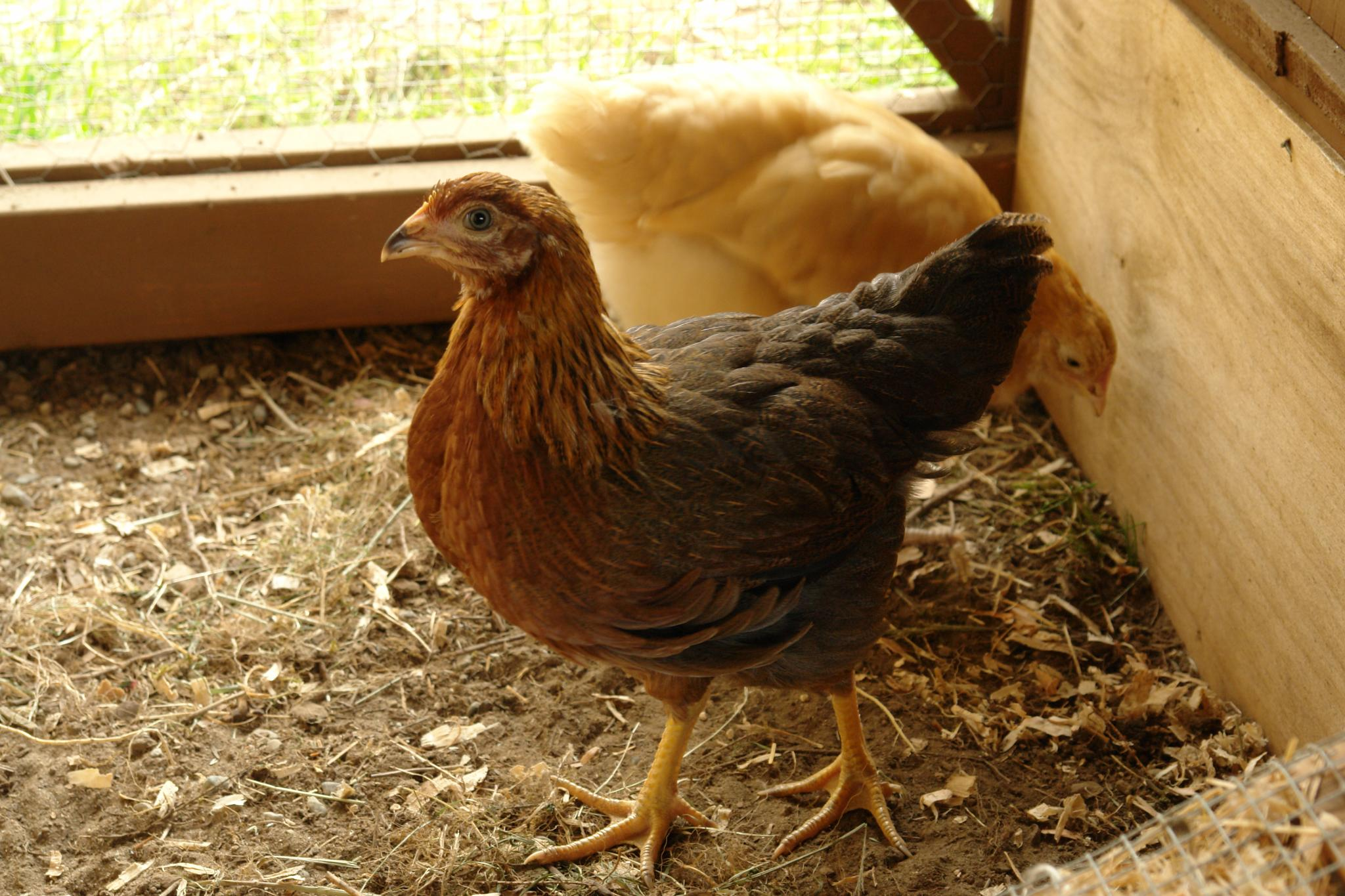

Welsumer é uma raça de frango originária da pequena aldeia de Welsum, no leste da Holanda.
Foi criada no início do século XX a partir de aves locais de origem mista e Rhode Island Red, Barnevelder, Perdiz Leghorn, Cochim e Wyandotte. Em 1922-1923 foram tomadas medidas para fixar um padrão depois que os pássaros começaram a mostrar uma boa dose de uniformidade. Os ovos foram originalmente exportados para o comércio de ovos comerciais onde foram um sucesso instantâneo. Logo após o tipo foi exportado para a Inglaterra. A raça foi adicionada ao padrão britânico em 1930.
É uma raça, a luz dócil, rústica, com cores vermelho e laranja. Representações de galos na mídia muitas vezes baseadas na típica aparência da Welsumer. O exemplo mais comum disto seria o galo Sucrilhos Kellogg's. Seus ovos são castanho-escura e manchada.
Existe na variante "large fowl" e "batam" (respetivamente porte grande e pequeno).